# 斯特伦斯塔德
斯特伦斯塔德（瑞典語：Strömstad）是瑞典西约塔兰省斯特伦斯塔德市镇的城区。
斯特伦斯塔德位于瑞典和挪威的边境，1658年根据罗斯基勒条约划归瑞典，原是一个小渔村，1676年，从国王卡尔十二世那里得到特许，成为自治商业城市。
斯特伦斯塔德在当时是瑞典和挪威丹麦作战的前沿，经常被双方互相侵占。
由于挪威的酒税比瑞典要高，政府在这里开了酒类专门店，为挪威人消费。